# Villa Cilento
Villa Cilento è una delle ville storiche di Napoli situate nel quartiere di Posillipo.
La struttura in questione fu costruita tra il 1875 e il 1880 (data riportata sul fermaportone della cancellata d'ingresso), laddove vi era una presistente masseria settecentesca visibile già nella Mappa del Duca di Noja. Sorge in un luogo non distante dal mare. La villa è composta da un solo corpo di fabbrica, di forma rettangolare e preceduto da una scenografica doppia rampa che induce al terrazzo dell'ingresso.
Due sale interne sono impreziosite da affreschi di Ignazio Perricci. I viali del parco sono ornati da alberi da frutta e piante secolari.
Il complesso è usato per convegni e matrimoni.